# Amazonas 3
El Amazonas 3 es un satélite de comunicaciones español. Está basado en la plataforma para satélites LS-1300, es propiedad de la empresa Hispasat (Madrid) y fue construido por Space Systems/Loral. Fue enviado al espacio a bordo de una lanzadera Ariane 5 el 7 de febrero de 2013, teniendo una masa de lanzamiento de 6.265 kg y situado en la posición orbital geoestacionaria 61° Oeste. Proporciona servicios de banda C y Ku en Brasil para una empresa conjunta de Hispasat y la compañía brasileña de telecomunicaciones Oi. Fue el reemplazo del satélite Amazonas 1, el cual se desactivó y reentró a la Tierra el 23 de junio de 2017.
Se trata del primer satélite que suministra banda Ka en Latinoamérica, permitiendo ofrecer servicios de banda ancha a zonas de difícil acceso.

## Características
| Descripción                   | Amazonas 3                                                                                    |
| ----------------------------- | --------------------------------------------------------------------------------------------- |
| Posición orbital y coberturas | 61° Oeste                                                                                     |
| Transpondedores               | 63 transpondedores (9 de usuario y 4 para Gateway en banda Ka, 33 en banda Ku, 19 en banda C) |
| Ancho de banda                | 54 MHz (Ku y C) y 36 MHz (Ku y C)                                                             |
| Nº de antenas                 | 6 (4 desplegadas)                                                                             |
| Masa seca                     | 2.819 kg                                                                                      |
| Masa de lanzamiento           | 6.265 kg                                                                                      |
| Potencia carga útil           | 11,2 kW                                                                                       |
| Potencia disponible           | > 14,0 kW                                                                                     |
| Vida útil                     | 15 años                                                                                       |
| Fabricante                    | Space Systems Loral                                                                           |
| Lanzador                      | Ariane 5 ECA de Arianespace                                                                   |